# Bugatti Type 101
Bugatti Type 101 är en personbil, tillverkad av den franska biltillverkaren Bugatti 1951.
I början av femtiotalet var Bugatti inne i en svår period. Resurserna var ytterst små. Ettore Bugatti och sonen Jean hade bägge gått bort och företaget leddes av Jeans yngre bror Roland.
För att få in lite pengar till produktutveckling presenterades Type 101 1951. Det var inte mer än en nödtorftigt moderniserad Type 57. Motorn hade fått ny kamaxeldrivning med kedja och växellådan hade fått synkronisering på de tre högsta växlarna. Dessutom kunde man välja till Cotal-växellåda. Karosserna var också av senaste snitt. Men få kunder lät sig imponeras av en bil som börjat kännas gammalmodig redan före andra världskriget och totalt byggdes bara sex bilar.
Bugatti lyckades hålla sig flytande ytterligare ett årtionde, men Type 101 blev den sista modell som tillverkades i något nämnvärt antal.

## Motor
| Modell | Årsmodell | Motor                   | Cylindervolym | Effekt | Bränslesystem               |
| ------ | --------- | ----------------------- | ------------- | ------ | --------------------------- |
| T101   | 1951      | 8-cyl radmotor DOHC 16v | 3257 cm³      | 135 hk | Enkel förgasare             |
| T101C  | 1951      | 8-cyl radmotor DOHC 16v | 3257 cm³      | 190 hk | Enkel förgasare, kompressor |